# Дело Google в ФАС
Дело Google в ФАС — дело Федеральной антимонопольной службы (ФАС России), возбужденное в отношении компании Google в соответствии с антимонопольным законодательством за злоупотребление доминирующим положением на рынке. ФАС возбудила дело в феврале 2015 года после заявления компании «Яндекс». До июня 2015 года дело рассматривалось по статье 14 закона «О конкуренции» — недобросовестная конкуренция. 1 июня ФАС дополнительно квалифицировала возбужденное против Google дело по статье 10 закона «О защите конкуренции» — злоупотребление доминирующим положением.

## Суть претензий «Яндекса» к Google
«Яндекс» посчитал, что Google диктует свои условия производителям мобильных устройств на базе операционной системы Android. Компания обратилась в ФАС после того, как в 2014 году Google запретил предустановку всех сервисов «Яндекса» на мобильных устройствах Fly, Explay и Prestigio.
Изначально Google позиционировал операционную систему Android открытой и бесплатной, благодаря чему она стала основной мобильной платформой в мире, в том числе России. Однако, на момент обращения «Яндекса» в ФАС, операционная система Android оказалась фактически закрытой ОС. Так, доступ к ключевым компонентам платформы производители смартфонов могли получить только на условиях Google: производитель не мог установить самый популярный магазин приложений под OC Android Google Play, если не установит все остальные приложения из пакета Google mobile services и не сделает Google поиском по умолчанию. В ряде случаев Google устанавливал запрет для производителей мобильных устройств на какое-либо сотрудничество с другими компаниями-конкурентами и разработчиками конкурирующих приложений:
Многие производители стремятся с нами сотрудничать, так как наши сервисы популярны у пользователей, но из-за ограничений в договорах с Google возможности партнерства лимитированы. Однако, насколько мы понимаем, в последнее время даже такое ограниченное сотрудничество находится под угрозой полного запрета. Из недавних ярких примеров — Explay.комментарий «Яндекса»
«Яндекс» отмечал, что связывание Google ОС Android со своими сторонними сервисами снижало мотивацию пользователей скачивать альтернативные приложения, что также ограничивало конкуренцию.
Комментируя подачу заявления, «Яндекс» заявлял, что Google не должен запрещать производителям мобильных устройств предустанавливать сервисы других компаний на Android.

## Развитие дела
20 февраля 2015 года ФАС возбудила дело против Google, 6 марта альянс FairSearch (16 компаний, включая Nokia, Oracle, Microsoft и др.) поддержал «Яндекс» в антимопонольном деле против Google, 1 июня 2015 года ФАС добавила к делу статью «злоупотребление доминирующим положением». 14 сентября 2015 года ФАС признала Google нарушителем закона «О конкуренции» и виновной в злоупотреблении своим доминирующим положением на рынке предустановленных магазинов приложений для Android.

### Решение и предписание ФАС
Согласно решению ФАС, Google не должен запрещать предустанавливать приложения конкурентов производителям, которые хотят установить Google Play, не должен предоставлять этот магазин только в едином пакете с приложениями GMS и не может настаивать на установке Google поиском по умолчанию и на главном экране мобильного устройства в случае предоставления Google Play.
ФАС предписала Google устранить нарушения: внести исправления в соглашения с производителями мобильных устройств, выпускаемых в России, а также уведомить всех пользователей мобильных устройств на Android о возможности деактивации предустановленных сервисов и установки альтернативных приложений, совпадающих по функциональности, о возможности смены поиска в браузере Google Chrome и установки иного поискового виджета.

### Иск Google к ФАС
17 ноября 2015 года Google заявил, что оспорит решение ФАС, и 10 декабря подал иск в Арбитражный суд Москвы. 5 февраля 2016 года Арбитражный суд удовлетворил ходатайство Google о рассмотрении дела в закрытом режиме, а также согласился привлечь «Яндекс» в судебный процесс в качестве третьей стороны. 14 марта 2016 года Арбитражный суд признал законным решение ФАС:
Связывание реализации товара производителям субъектом, занимающим доминирующее положение, приобретение которого обязательно с учетом его уникальности, с реализацией иных приложений, программ, по которым имеет место конкуренция, однозначно свидетельствует об ограничении конкуренции.из решения Арбитражного суда
Арбитраж подтвердил, что в некоторых договорах Google с производителями указывалось, в отношении каких конкретно конкурентов установлены запреты и ограничения на размещения приложений, в некоторых случаях Google материально стимулировал производителей для установления подобного рода условий. Довод Google о том, что потребители при приобретении товара могут самостоятельно установить необходимые альтернативные приложения, не отменял того, что права конкурентов изначально нарушались.
Google также утверждал, что договор MADA (Mobile Application Distribution Agreement), который компания заключала с производителями для предустановки приложений, является лицензионным и предназначен для передачи интеллектуальных прав, — соответственно, к нему неприменимо антимонопольное законодательство. Однако суд заключил, что договоры MADA являются смешанными (регулируются вопросы поставки, распространения и внедрения продукта, с ограничительными условиями именно в последней части), а потому должны соответствовать установленным антимонопольным законодательством требованиям. Кроме того, другой тип договоров Google — RSA (Revenue Share Agreement) — заключается с компанией Google Ireland, которая не является правообладателем товарных знаков из GMS, а потому такие договоры не являются лицензионными.
17 августа 2016 года Google проиграл суд во второй инстанции.
Апелляционный суд оставил решение суда первой инстанции в силе, подтвердив законность решения и предписания ФАС России. В установленный предписанием срок оно должно быть исполнено компанией Google в полном объеме.начальник Управления регулирования связи и информационный технологий ФАС России Елена Заева
Согласно предписанию ФАС, Google до 29 августа 2016 года должен был разослать всем пользователям операционных систем Android сообщение о возможности использования сторонних поисковых систем, а также деактивации предустановленных приложений. Кроме того, ФАС назначила штраф в размере 438 млн рублей. 29 августа в Арбитражный суд Москвы поступил встречный иск от компании Google к ФАС, предположительно, причиной иска стала попытка оспорить наложенный ФАСом штраф за невыполнение антимонопольного законодательства.
Также 2 сентября 2016 года компания подала ходатайство в Федеральную антимонопольную службу с прошением о продлении сроков исполнения предписаний на срок от 1 до 12 месяцев. Ходатайство было рассмотрено и 13 сентября был опубликован официальный отказ в продлении сроков исполнения предписания. Google был вынужден соблюсти условия постановления и внёс правки в ПО, о которых сообщил всем пользователям операционной системы Android 29 сентября через системное уведомление о возможности использования сторонних поисковых систем, а также об удалении предустановленного ПО.
25 октября 2016 года компания Яндекс подала ходатайство о присоединении к делу против ФАС в качестве третьего лица. Арбитражный суд рассмотрел запрос, при этом отказав Яндексу в привлечении к делу.
В ноябре 2016 года, поскольку в срок, назначенный ФАС, компаниям Google Inc. и Google Ireland Limited не были выполнены предписания, ведомство вынесло постановление о привлечении к административной ответственности обеих компаний на сумму в 500 тысяч рублей каждой.
В декабре 2016 года ФАС повторно возбудила административное производство (ст.19.5 КоАП РФ) за бездействие Google по реализации мер, направленных на формирование конкурентной среды в сфере информационных технологий.
17 апреля суд кассационной инстанции утвердил мировое соглашение между ФАС и Google.
25 апреля 2017 года ФАС прекратила административное производство в отношении корпорации Google за неисполнение предписаний службы, так как было подписано мировое соглашение.

## Аналогичные дела за рубежом
На антиконкурентные практики Google на рынке мобильных устройств обращают внимание не только в России. Антимонопольное разбирательство в отношении практик Google на Android ведется в Европе, где в апреле 2016 года Европейская комиссия выдвинула официальное уведомление о претензиях к компании. Еврокомиссия пришла к выводу, что для лицензирования некоторых приложений Google требовал от производителей мобильных устройств предустанавливать поиск Google и браузер Google Chrome в качестве основного поискового сервиса на устройства под Android, запрещал производителям продавать мобильные устройства, работающие на версиях Android, созданных конкурентами Google и финансово стимулировал производителей устройств и операторов мобильной связи с тем, чтобы они эксклюзивно предустанавливали на устройствах только поиск Google. Решение Еврокомиссии поддержали консорциум компаний FairSearch, который инициировал расследование в Европе, и Европейская Организация по защите прав потребителей.
В 2009 году Еврокомиссией было возбуждено похожее дело против компании Microsoft, которая продвигала свой браузер на собственной операционной системе. В итоге Еврокомиссия признала Microsoft виновной и предписала при первом запуске операционной системы Windows предоставлять пользователю окно выбора с 12 наиболее популярными браузерами.